# Mleczaj niebieszczejący

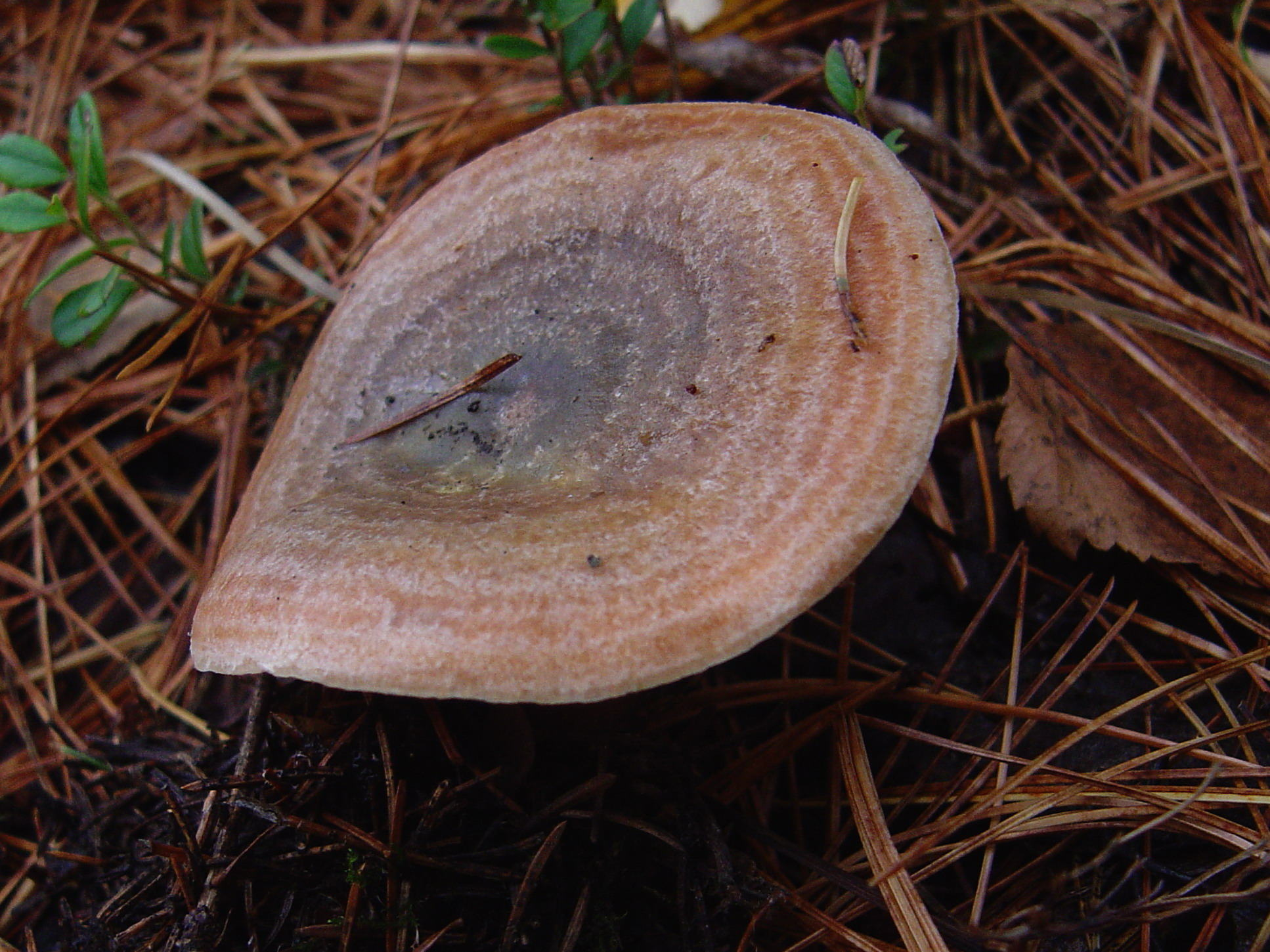

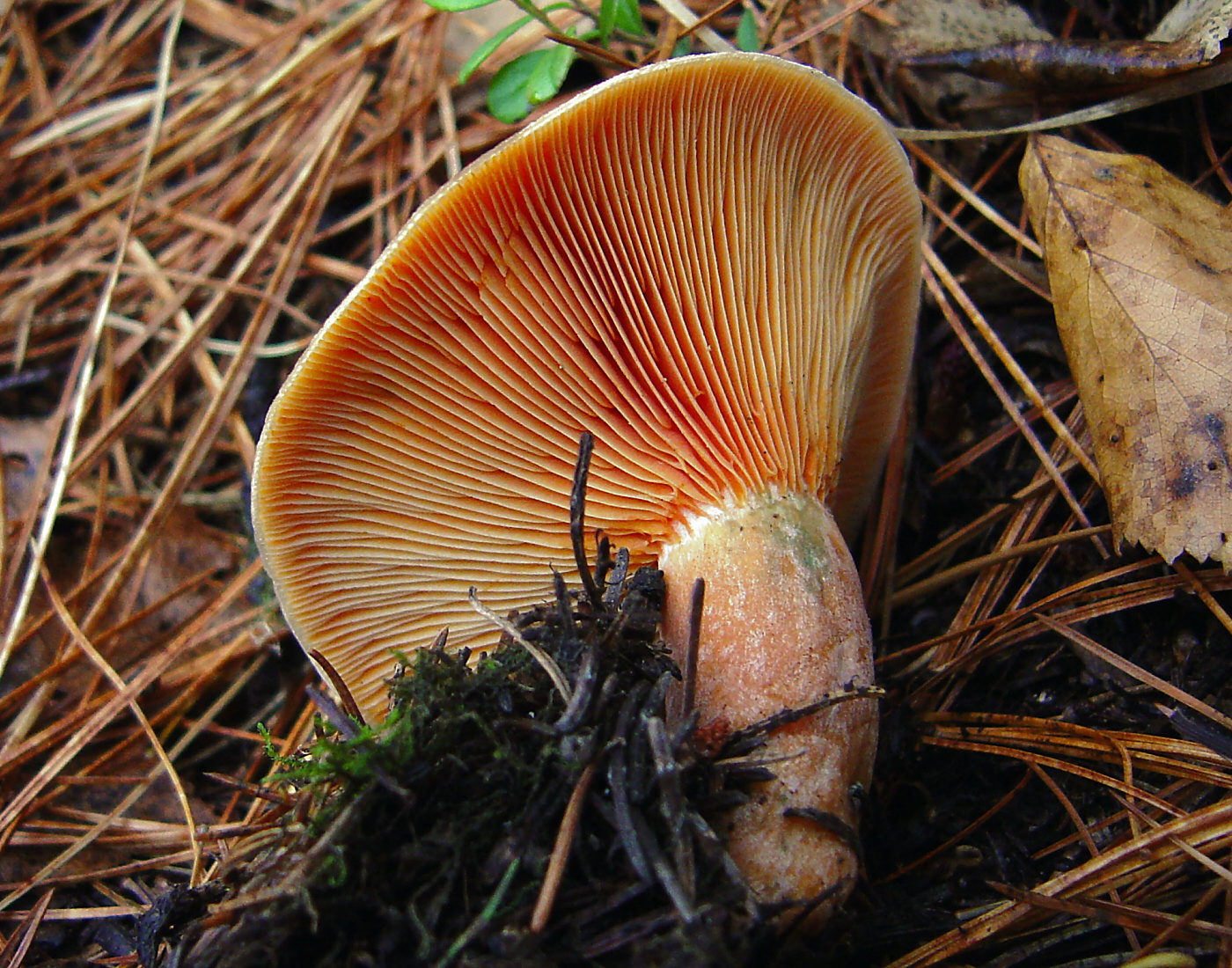

Mleczaj niebieszczejący (Lactarius quieticolor Romagn.) – gatunek grzybów należący do rodziny gołąbkowatych (Russulaceae).

## Systematyka i nazewnictwo
Pozycja w klasyfikacji według Index Fungorum: Lactarius, Russulaceae, Russulales, Incertae sedis, Agaricomycetes, Agaricomycotina, Basidiomycota, Fungi.
Po raz pierwszy opisał go w 1958 r. Henri Charles Louis Romagnesi pod sosnami we Francji i nadana przez niego nazwa naukowa jest aktualna. Ma 6 synonimów. Są nimi wszystkie formy i odmiany oraz Lactarius hemicyaneus Romagn.
Polską nazwę zarekomendował Władysław Wojewoda w 2003 r. (dla synonimu Lactarius hemicyaneus).

## Morfologia
Kapelusz
Średnica 5–6 cm, początkowo płaski z wklęsłością i podwiniętym brzegiem, później płaski ze stopniowo rozprostowującym się brzegiem. Powierzchnia początkowo pomarszczona, pomarańczowa, ale szybko staje się czerwonobrązowy, podobny do mleczaja dębowego (Lactarius quietus). W stanie wilgotnym ciemniejszy, z niewyraźnymi pręgami, matowy, oszroniony.
Blaszki
Gęste, wąskie, nieco zbiegające, z międzyblaszkami, początkowo pomarańczowe, potem szarobrązowopomarańczowe.
Trzon
O wysokości 2,5–4,5 cm i grubości 0,8–1,7 cm, początkowo pełny, potem pusty. Powierzchnia oszroniona z drobnymi, brązowopomarańczowymi jamkami, ciemnobrązowopomarańczowa, przechodzącą w zielonkawą z szarym odcieniem.
Miąższ
Gruby i jędrny, pomarańczowy, bez śladu winnej barwy, przy blaszkach i w korze trzonu ciemno-czerwono-pomarańczowo-marmurkowy i powoli zieleniejący. Mleczko o barwie od pomarańczowej do czerwonej, w smaku początkowo łagodne, po chwili nieco ostre i gorzkawe. Zapach owocowy.
Wysyp zarodników
Jasnoochrowy.
Cechy mikroskopowe
Podstawki 48–52 × 8–10 µm. Cystydy wąskie, wrzecionowate o szerokości 6,5–7,5 µm. Zarodniki owalne lub kuliste, 8–9,2 × 6,5–7,5 µm, o powierzchni pokrytej brodawkami i łączącymi je listewkami różnej grubości, tworzącymi nieregularną siateczkę.
Gatunki podobne
Jest w Polsce wiele gatunków mleczajów z pomarańczowym mleczkiem. Są trudne do odróżnienia.

## Występowanie i siedlisko
Znane są jego stanowiska głównie w Europie, poza nią podano tylko pojedyncze w Ameryce Południowej i Japonii. W Polsce do 2003 r. znane były tylko 2 stanowiska podane przez Stanisława Domańskiego w Roztoczańskim Parku Narodowym, w późniejszej literaturze mykologicznej podano kilka nowych. Najnowsze stanowiska podaje także internetowy atlas grzybów. Znajduje się w nim na liście gatunków zagrożonych i wartych objęcia ochroną.
Naziemny grzyb mykoryzowy występujący wśród traw na polanach i obrzeżach lasów i zarośli, głównie pod sosnami.